# Breege
Breege – gmina w Niemczech, w kraju związkowym Meklemburgia-Pomorze Przednie, w powiecie Vorpommern-Rügen, wchodząca w skład urzędu Nord-Rügen.

## Toponimia
Nazwa pochodzenia słowiańskiego, zapisana po raz pierwszy w 1314 roku w formie Breghe. Pochodzi od rugijskiego breg „brzeg”. Tłumaczona na język polski jako Brzegi.